# Мопин (град, Орегон)
Мопин (на английски: Maupin) е град в окръг Уаско, щата Орегон, САЩ. Мопин е с население от 411 жители (2000) и обща площ от 3,5 km². Намира се на 410 m надморска височина. ЗИП кодът му е 97037, а телефонният му код е 541.